# Przedborski Obszar Chronionego Krajobrazu
Przedborski Obszar Chronionego Krajobrazu – obszar chronionego krajobrazu ustanowiony 9 lipca 2002 roku Rozporządzeniem Nr 9/2002 Wojewody Łódzkiego w spr. określenia granic Przedborskiego Parku Krajobrazowego i ustanowienia planu ochrony Przedborskiego Parku Krajobrazowego w województwie łódzkim oraz wyznaczenia Przedborskiego Obszaru Chronionego Krajobrazu na bazie otuliny Przedborskiego Parku Krajobrazowego. Według ostatniej zmiany uchwalonej przez Sejmik Województwa Łódzkiego w 2012 roku obszar ma obecnie powierzchnię 5415 ha.
Obszar położony jest w województwie łódzkim w powiecie radomszczańskim na terenie pięciu gmin: Kobiele Wielkie, Masłowice, Przedbórz, Wielgomłyny i  Żytno. Na obszar składają się dwa niepołączone ze sobą fragmenty. Większy obejmuje znajdujący się w woj. łódzkim fragment doliny Pilicy na odcinku od Przedborza do Sudzinka wciśnięty między Piliczański Obszar Chronionego Krajobrazu a województwo świętokrzyskie oraz nieobjętą Przedborskim PK część Pasma Przedborsko-Małogoskiego. Mniejszy obejmuje grunty miejscowości Piskorzeniec, Sewerynów (kolonia w gminie Przedbórz) i Wojciechów.
Obszar ten ma z założenia pełnić rolę ochronną wobec Przedborskiego Parku Krajobrazowego, jako że powstał z jego otuliny. Znajdują się tu fragmenty Wzniesień Opoczyńskich i Łopuszańskich oraz doliny Pilicy i Czarnej Włoszczowskiej. Od 2006 roku istnieje tu także rezerwat przyrody Ewelinów.